# Agarna bengalensis
Agarna bengalensis is een pissebed uit de familie Cymothoidae. De wetenschappelijke naam van de soort is voor het eerst geldig gepubliceerd in 1990 door Kumari, Hanumantha Rao & Shaymasundari.